# Umiejętność (gry fabularne)
Umiejętność (z ang. skill) – to obok współczynników typ danych liczbowych w grach fabularnych, opisujących postać gracza. Umiejętności określają jak zaawansowana jest w danej dziedzinie postać. Im większa jest wartość danej umiejętności, tym łatwiej jest wykonać postaci test związany z nią. Umiejętności dotyczą zasadniczo dziedzin, których można się nauczyć; ponadto zwykle łatwiej jest je zdobyć (lub zwiększyć ich poziom) niż współczynniki.
Umiejętność jest zazwyczaj wyrażana wartością liczbową (im większa tym lepiej), chociaż są pewne wyjątki. Na przykład w systemie Warhammer Fantasy Roleplay umiejętność nie ma wartości liczbowej a to czy powiedzie się dane działanie (uda się nam wykonać test) zależy od tego czy posiadamy daną umiejętność (np. próbując przepłynąć rwącą rzekę bez umiejętności "pływanie" zapewne utopimy się). W systemie FUDGE umiejętności są określane słownie.
W zależności od systemu dostępna lista umiejętności jest różna, co zazwyczaj zależy od zaawansowania technologicznego w świecie gry. W tych systemach Fantasy, w których świat zbliżony jest do epoki średniowiecza, nie występuje na przykład umiejętność prowadzenia samochodu - za to mogą pojawić się np. umiejętności związane z magią, lub też odzwierciedlające rozbudowanie mechaniki walki bronią białą.

## Rozwój umiejętności
Najpowszechniej stosowanym sposobem rozwoju umiejętności jest kupno punktów ją wyrażających w zamian za punkty doświadczenia (czasem pośrednio - gracz może rozwinąć w określony sposób umiejętności podczas awansu postaci na kolejny poziom). Mogłoby to jednak prowadzić np. do sytuacji, w której postać za punkty doświadczenia uzyskane za uratowanie księżniczki "uczy" się łowić ryby (choć nigdy wcześniej tego nie robiła), dlatego też mistrz gry zazwyczaj ma prawo zablokować rozwój niewykorzystywanej umiejętności.
Druga z popularnych metod polega na rozwoju umiejętności wraz z jej używaniem. Wprowadza to jednak konieczność skrupulatnego odnotowywania przypadków wykorzystania każdej z nich, co w praktyce ogranicza wykorzystanie tego sposobu wyłącznie do gier komputerowych.